# Umka
Umka (em cirílico:Умка) é uma vila da Sérvia localizada no município de Čukarica, pertencente ao distrito de Belgrado, na região de Šumadija. Possuía uma população de 5443 habitantes segundo o censo de 2009.

## Demografia
| 1948  | 1953  | 1961  | 1971  | 1981  | 1991  | 2002  |
| ----- | ----- | ----- | ----- | ----- | ----- | ----- |
| 2 058 | 2 368 | 3 731 | 5 393 | 5 618 | 5 005 | 5 292 |